# Chaunax apus
Chaunax apus är en fisk i ordningen marulkartade fiskar som förekommer i tropiska och varma havsområden i Indiska oceanen och Stilla havet.
Exemplaren är i genomsnitt 26 cm långa. I genomsnitt är huvudet 38 mm lång och 14 mm bred. Ögonen är med en diameter av 7,6 mm stora. Nyfångade individer har en rosa färg. Efter en tid i förvaring blir de krämfärgade.
Arten har en större population mellan östra Afrika och Madagaskar, en annan population från Japan till Sulawesi och en tredje population öster om Australien. Små populationer finns norr om Nya Zeeland, vid södra Myanmar och vid sydvästra Indien. Denna fisk hittas vid ett djup av 195 till 1150 meter.
För beståndet är inga hot kända. Hela populationen anses vara stor. IUCN listar arten som livskraftig (LC).